# 3FM Serious Request 2006
3FM Serious Request 2006 was de derde editie van Serious Request, de jaarlijks terugkerende actie van de Nederlandse radiozender 3FM waarbij geld wordt ingezameld voor projecten van het Rode Kruis. Net als in de voorgaande jaren was er ook nu weer een Glazen Huis opgebouwd op de Neude in Utrecht. Ditmaal was er gekozen om hulp te bieden aan slachtoffers van landmijnen. Van 4 tot 8 december konden luisteraars via de website van 3FM stemmen op de dj die zij het liefst in het Glazen Huis wilden zien, de kandidaten waren Giel Beelen, Gerard Ekdom, Claudia de Breij, Paul Rabbering, Coen Swijnenberg, Sander Lantinga en Michiel Veenstra. Giel Beelen, Gerard Ekdom en Sander Lantinga werden door de luisteraars verkozen om van dinsdag 19 tot en met zondag 24 december 2006 het huis te bewonen.

## Verloop
Jan Peter Balkenende deed op 19 december de deur op slot en startte daarmee de actie. Bij de aftrap meldde hij dat de Nederlandse regering één miljoen euro zou schenken aan de actie, mits de Nederlandse bevolking een minstens even groot bedrag zou doneren. De eindstand die op zondag 24 december bekend werd gemaakt was € 2.648.495, inclusief het beloofde miljoen van de regering.
Om geld op te halen werd er ook een grote sponsorloop georganiseerd. Dj Claudia de Breij heeft hiervoor samen met haar sidekick Hildedepilde (Hilde Brontsema) van het Belgische Glazen Huis in Leuven naar het Nederlandse Glazen Huis in Utrecht gelopen. De afstand bedroeg 211 kilometer. Otto-Jan Ham van Studio Brussel deed hetzelfde in omgekeerde richting. Luisteraars konden sponsoren per kilometer, maar ook het aanbieden van een maaltijd of slaapplaats behoorde tot de mogelijkheden. Beide lopers waren op dinsdagochtend vertrokken van de beide huizen en kwamen zondagmiddag aan op hun bestemming. Claudia haalde hiermee in totaal € 31.511 op.

### Tijdschema
| Dag       | Dag       | 02.00–06.00 Graveyardshift | 06.00–10.00      | 10.00–14.00 | 14.00–18.00        | 18.00–22.00 | 22.00–02.00 | Slaapgast                      |                  | Stand (rond 16.30) |
| --------- | --------- | -------------------------- | ---------------- | ----------- | ------------------ | ----------- | ----------- | ------------------------------ | ---------------- | ------------------ |
| 1         | di 19 dec | —                          | 09.00–10.00 Giel | Gerard      | Sander             | Gerard      | Giel        | Ellemieke Vermolen             | € 61.481         |                    |
| 2         | wo 20 dec | Sander                     | Giel             | Gerard      | Sander             | Giel        | Sander      | Sophie Hilbrand                | € 189.935        |                    |
| 3         | do 21 dec | Gerard                     | Giel             | Gerard      | Sander             | Gerard      | Giel        | Tanja Jess                     | € 353.405        |                    |
| 4         | vr 22 dec | Sander                     | Giel             | Gerard      | Sander             | Giel        | Sander      | —                              | € 687.151        |                    |
| 5         | za 23 dec | Gerard                     | Giel             | Gerard      | Sander             | Gerard      | Giel        | Wendy van Dijk en Chris Zegers | geen tussenstand |                    |
| 6         | zo 24 dec | Sander                     | Giel             | Gerard      | 14.00–17.30 Sander | —           | —           | —                              | geen tussenstand |                    |
| Eindstand | Eindstand | Eindstand                  | Eindstand        | Eindstand   | Eindstand          | Eindstand   | Eindstand   | Eindstand                      | Eindstand        | € 2.648.495        |